# Топшем (Вермонт)
Топшем (англ. Topsham) — місто (англ. town) в США, в окрузі Орандж штату Вермонт. Населення — 1199 осіб (2020).

## Демографія
Згідно з переписом 2010 року, у місті мешкали 1173 особи в 463 домогосподарствах у складі 326 родин. Було 661 помешкання
Расовий склад населення:
| - 97,1 % — білих - 0,5 % — корінних американців - 0,3 % — чорних або афроамериканців - 0,2 % — азіатів - 0,1 % — вихідців з тихоокеанських островів |

До двох чи більше рас належало 1,9 %. Частка іспаномовних становила 0,3 % від усіх жителів.
За віковим діапазоном населення розподілялося таким чином: 22,8 % — особи молодші 18 років, 63,2 % — особи у віці 18—64 років, 14,0 % — особи у віці 65 років та старші. Медіана віку мешканця становила 41,1 року. На 100 осіб жіночої статі у місті припадало 105,8 чоловіків;  на 100 жінок у віці від 18 років та старших — 104,1 чоловіків також старших 18 років.
Середній дохід на одне домашнє господарство  становив 60 495 доларів США (медіана — 51 250), а середній дохід на одну сім'ю — 61 939 доларів (медіана — 53 333). Медіана доходів становила 44 375 доларів для чоловіків та 43 043 долари для жінок. За межею бідності перебувало 8,9 % осіб, у тому числі 13,6 % дітей у віці до 18 років та 11,8 % осіб у віці 65 років та старших.
Цивільне працевлаштоване населення становило 554 особи. Основні галузі зайнятості: освіта, охорона здоров'я та соціальна допомога — 34,5 %, транспорт — 9,7 %, будівництво — 9,0 %, роздрібна торгівля — 8,8 %.